# Mariä-Himmelfahrts-Kirche (Zülz)

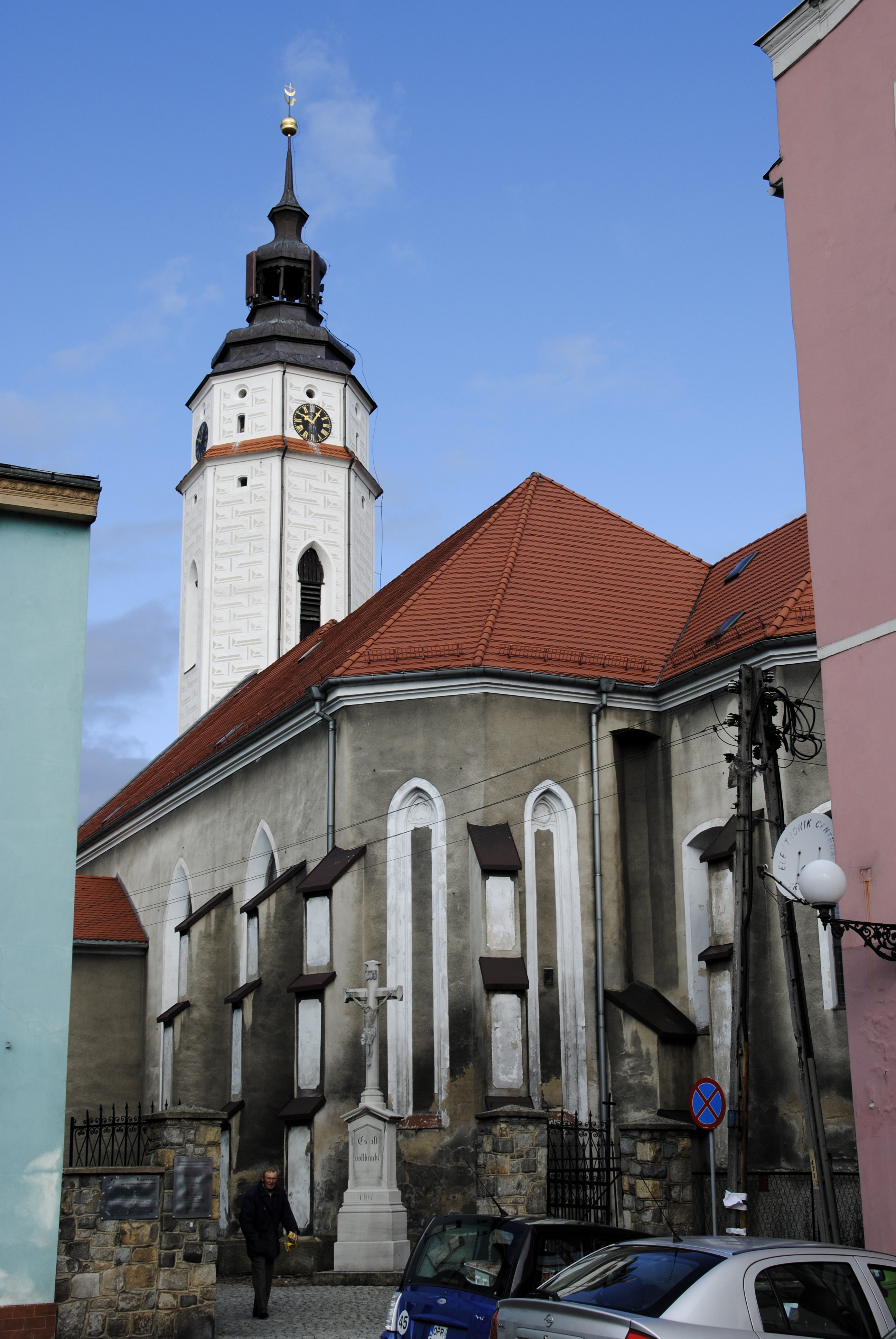
Mariä-Himmelfahrts-Kirche

Die Mariä-Himmelfahrts-Kirche (polnisch Kościół Wniebowzięcia Najświętszej Maryi Panny) in Zülz (Biała) im Powiat Prudnicki der Woiwodschaft Opole in Polen liegt nordwestlich des Rings in der Zülzer Altstadt.

## Geschichte
An der Stelle des heutigen Baus stand bereits im 14. Jahrhundert eine gotische Saalkirche mit einem zweijochigen Chor und einem zweijochigen Langhaus mit einem Westturm. Bei einem Brand im Jahr 1544 wurde dieses Gebäude zerstört. Nach dem Brand wurde das Gotteshaus erweitert wiederaufgebaut. Ein neuer Chor mit Krypta, das südliche Seitenschiff mit Nebenchor sowie das dreischiffige Langhaus wurden hinzugefügt. Der Kirchturm erhielt einen achteckigen Aufsatz mit einer barocken Haube. 
Im 18. Jahrhundert wurde die Kirche restauriert und um zwei Seitenkapellen erweitert, darunter die Kapelle des böhmischen Landesheiligen Johannes Nepomuk. 1936 wurde das Gotteshaus um ein nördliches Seitenschiff erweitert. 
Seit 1955 steht das Kirchengebäude unter Denkmalschutz.

## Architektur und Ausstattung

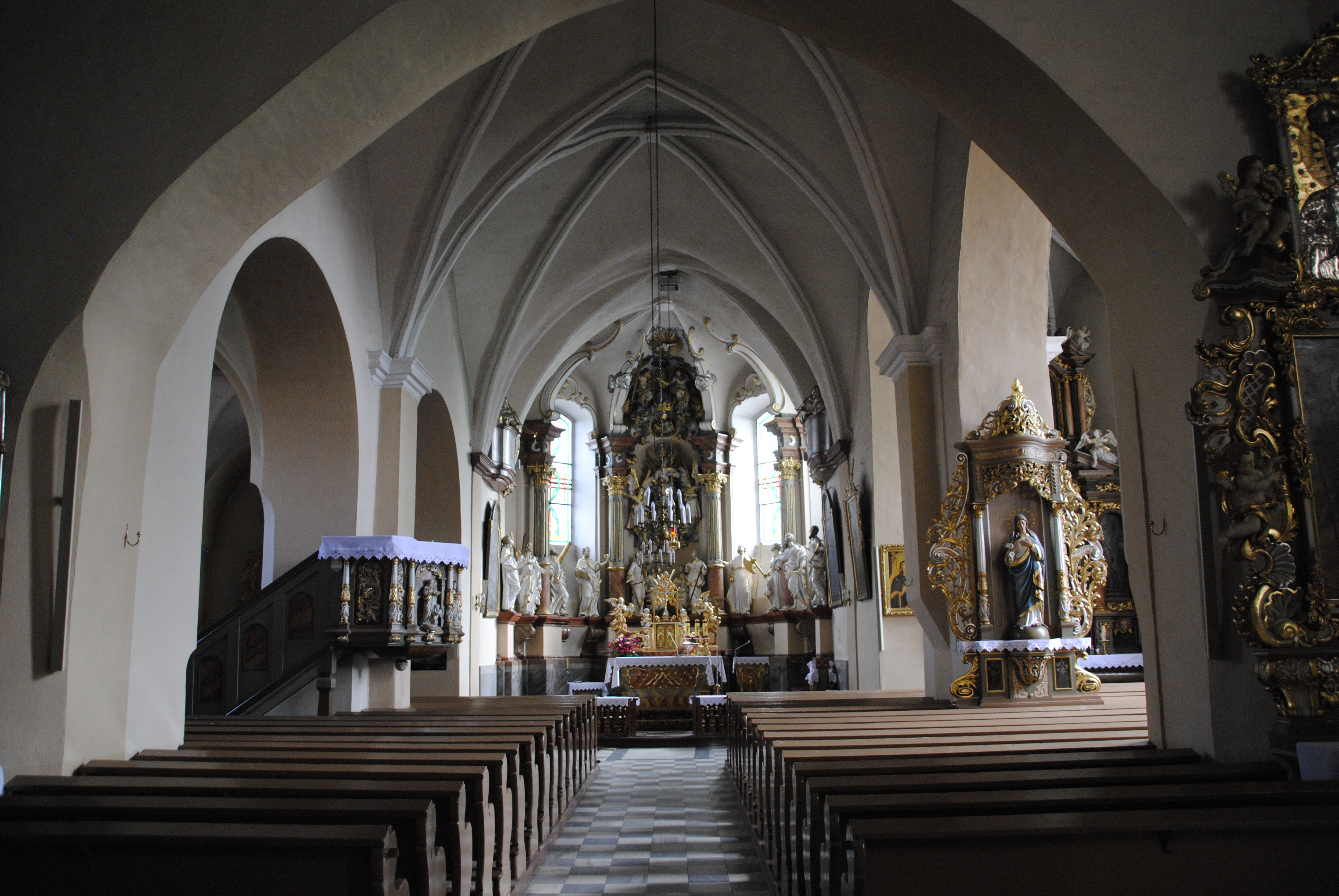
Innenraum der Kirche

Die Kirche wurde im Stil der Gotik erbaut. 
Der Hauptaltar entstand 1773, vermutlich unter dem mährischen Bildhauer Johann Schubert. Die Figurengruppe im Altar zeigt eine Figurengruppe mit der Himmelfahrt Mariä, einer Darstellung der Marienkrönung sowie den Zwölf Aposteln. Die Nebenaltäre zeigen u. a. einen Marienaltar sowie den Nepomuk-Altar. Das Taufbecken aus dem 16. Jahrhundert in zylindrischer Form aus grauem Marmor wird heute als Weihwasserbecken genutzt. In der westlichen Landhauskapelle wird eine lebensgroße Holzskulptur von Jesus Christus gezeigt.
Unter den zahlreichen Epitaphien befindet sich ein halbrundes für Paul Raschitz Koslowski von Koslaw auf Piechotitz und Jamka.